# Xã Dale, Quận O'Brien, Iowa
Xã Dale (tiếng Anh: Dale Township) là một xã thuộc quận O'Brien, tiểu bang Iowa, Hoa Kỳ. Năm 2010, dân số của xã này là 409 người.